# 爪瓣景天
爪瓣景天（学名：Sedum onychopetalum）为景天科景天属下的一个种。

## 扩展阅读
- 維基物種上的相關：爪瓣景天